# 제32보병사단
제32보병사단(第三十二步兵師團, The 32nd Infantry Division, 상징명칭: 백룡부대)는 대한민국 육군 제2작전사령부 예하 지역방위 보병사단이다.
세종특별자치시에 본부를 두고 있으며, 대전광역시, 세종특별자치시, 충청남도를 위수구역으로 맡고 있다.

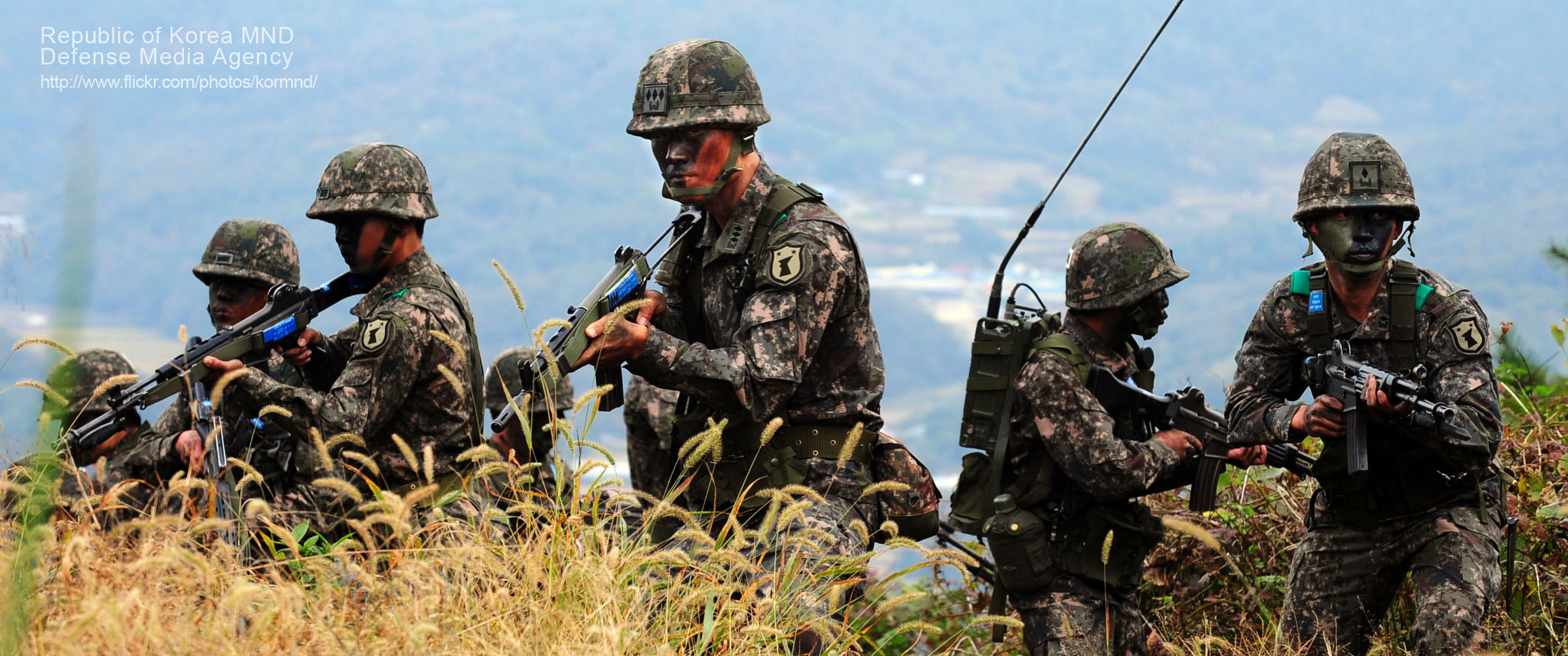
탐색격멸작전을 펼치고 있는 제32보병사단 장병들

## 역사
1955년 3월 20일 경기도 포천에서 창설되었고 이후 부대가 조치원으로 이동함에 따라 충남 지역을 방어하는 향토사단이 되었다. 1965년 맹호부대가 월남전참전을 위해 파월되고 32사단은 임무전환을 통해 전방배치되어 그자리를 대신하게 되었다. 1972년 6월 기계화사단으로 개편되었으나, 1973년 2월 맹호부대가 약 7년 5개월 간의 임무를 마치고 귀국하자, 같은 해 3월에 부대를 맹호부대, 즉 수도사단에 인계하고 충남 연기 지역에 있던 제51사단을 제32사단으로 개칭하는 형태로 충청남도를 수호하는 향토사단으로 재편되었다. 이후 지금의 대전시 서구 둔산동 일대에 주둔하다가 둔산신도시 계획으로 충청남도 공주군으로 재이전했다.
2008년 12월 1일자로 해체된 제62보병사단을 병합하고, 세종특별자치시에 주둔했던 제62사단의 시설을 그대로 인수해 운영하고 있다. 2017년 12월 28일, 제505보병여단 7대대가 특정 경비지역이 된 세종특별자치시를 방위하는 임무로 전환되면서 세종시 경비단이 되었다.
현 사단 사령부 소재지는 원래 충청남도 공주시 관할이었으나 이 지역이 세종특별자치시 출범으로 인해 세종시로 편입(충청남도 공주시 반포면 → 세종특별자치시 금남면)되면서 세종특별자치시 지역이 되었다.
2020년에 국방개혁 2020의 일환으로 사단 예하 연대들이 여단으로 승격되었다.

## 편성
- 사단 본부
- 제505보병여단 (대전광역시, 충청남도 금산군) - 6개 대대
- 제97보병여단 (충청남도 보령시, 서천군, 부여군, 청양군) - 부여군과 청양군은 1개 대대로 편성
- 제98보병여단 (충청남도 서산시, 당진시, 태안군, 홍성군, 예산군) - 홍성군과 예산군은 1개 대대인 4대대로 편성
- 제99보병여단 (충청남도 천안시, 아산시, 공주시, 논산시, 계룡시)
- 세종시 경비단 (세종시)
- 기타 사단 직할대

## 인식표
사단마크의 구성은 한반도 주위에 남십자성, 북십자성의 두 별을 방패모양의 형태로 표시하여 '3'과 '2'를 형상화하였다.